# Shady Cove
Shady Cove es una ciudad ubicada en el condado de Jackson en el estado estadounidense de Oregón. En el año 2009 tenía una población de 2.865 habitantes y una densidad poblacional de 445.4 personas por km².

## Geografía
Shady Cove se encuentra ubicada en las coordenadas 42°36′36″N 122°48′57″O / 42.61000, -122.81583.

## Demografía
Según la Oficina del Censo en 2000 los ingresos medios por hogar en la localidad eran de $33,429, y los ingresos medios por familia eran $38,819. Los hombres tenían unos ingresos medios de $31,250 frente a los $23,533 para las mujeres. La renta per cápita para la localidad era de $17,564. Alrededor del 10.2% de la población estaban por debajo del umbral de pobreza.